# Órgiva

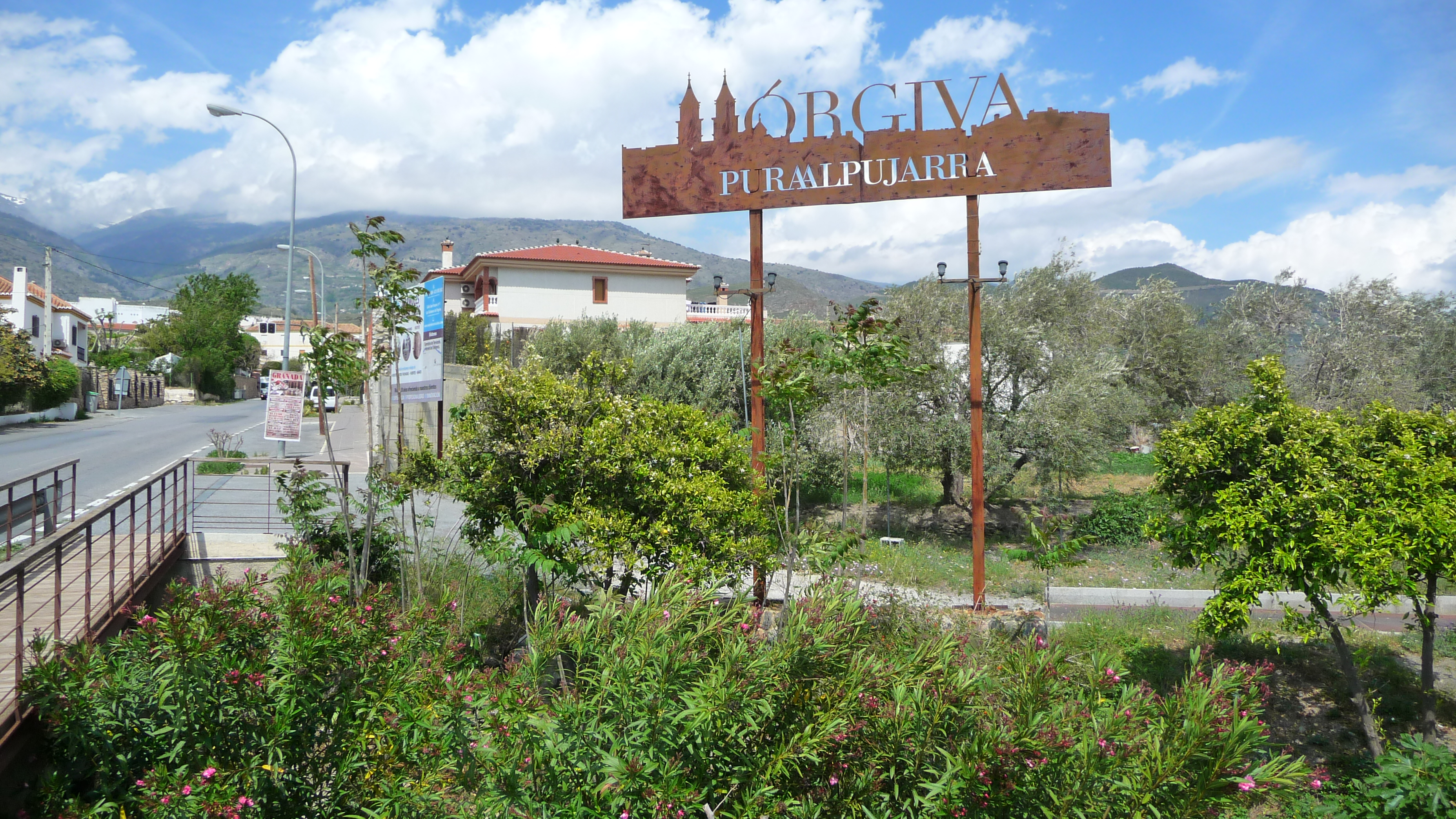
Entrada a Órgiva

Órgiva es una localidad y municipio español situado en la parte suroccidental de la comarca de la Alpujarra Granadina, en la provincia de Granada, comunidad autónoma de Andalucía. Limita con los municipios de Lanjarón, Cáñar, Carataunas, Pampaneira, La Taha, Torvizcón, Polopos, Rubite, Lújar, Vélez de Benaudalla y El Pinar. Cuenta con una población de 5674 habitantes (INE 2024). Por su término discurren los ríos Guadalfeo —incluido el embalse de Rules—, Alhayón, Chico, Seco, Sucio, Trevélez y la rambla de Alcázar.
El municipio orgiveño comprende los núcleos de población de Órgiva —capital municipal, comarcal y sede de un partido judicial propio—, Los Tablones, Pago y Benisalte, Las Barreras, Agustines y Tíjola, Bayacas, Cerro Negro, Sortes-Abc-Rabiete y Alcázar, así como los diseminados de Bargís, Fregenite y Olías, entre otros.
Una pequeña parte de su término lo ocupa el Parque Natural de Sierra Nevada.

## Historia
Órgiva ha sido identificada como la colonia griega de Exoche, mencionada por el geógrafo Ptolomeo. Su etimología más probable es un híbrido del latín hortus y el ibero ibar 'río', el huerto del río. Cierto que las primeras referencias escritas de esta villa aparecen en los escritos de al-Udri (siglo XI) y al-Idrisi, (siglo XII), con los nombres de yuz Aryuba y hisn Orgiva respectivamente, como distrito administrativo y castillo de la cora de Elvira.

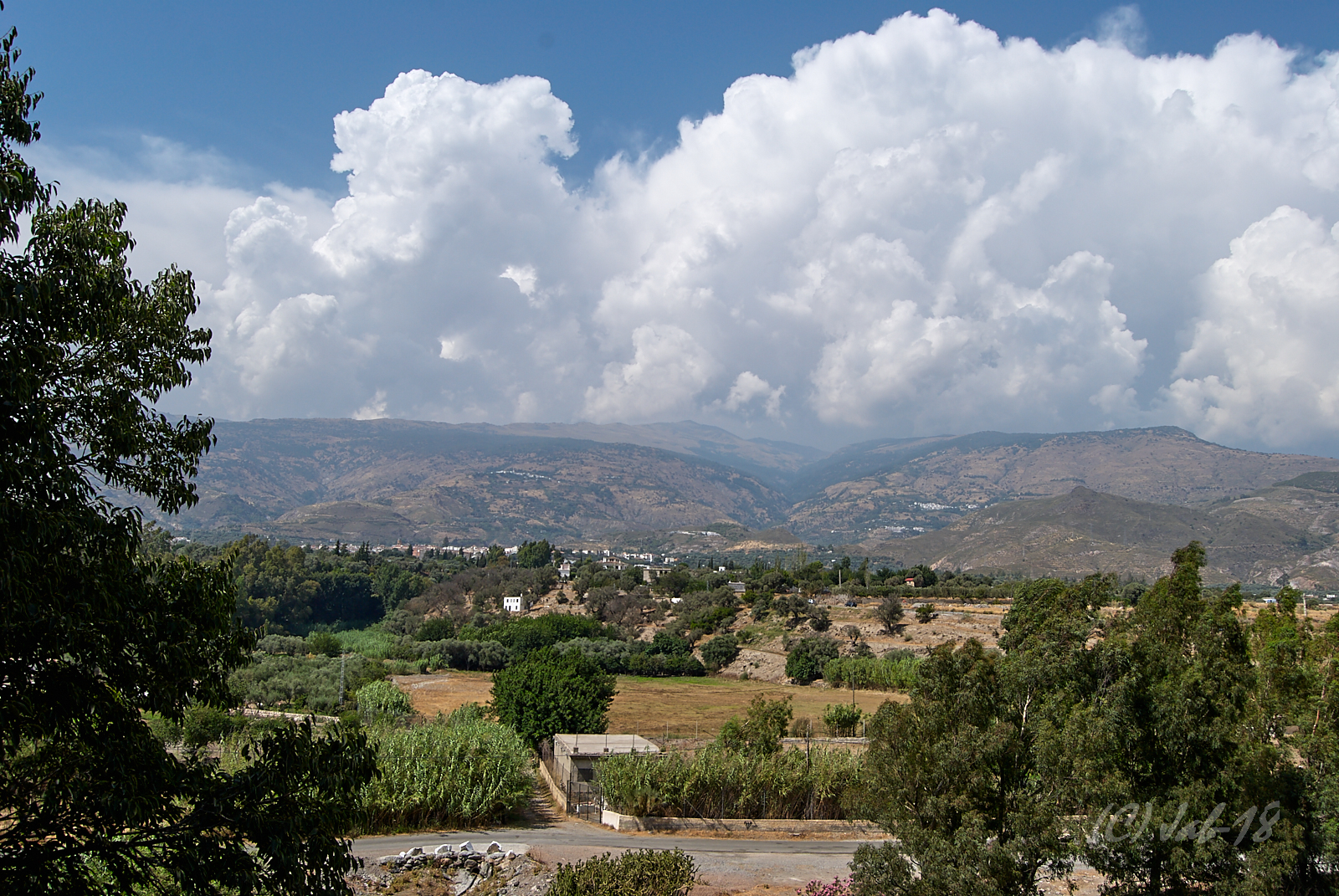
Vista panorámica desde la carretera de Órgiva hacia el este

Durante el reinado nazarí fue cabeza de una taha y tomó el nombre de Albastch, que significa «llano», y durante varios siglos se la llamó Albacete de Órgiva.
En 1492 fue cedida por los Reyes Católicos a Boabdil como lugar de retiro, luego pasó a ser dominio del Gran Capitán y finalmente pasó por los señoríos del duque de Sessa, los Córdoba y Ayala, el marqués de Valenzuela y de los condes de Sástago, estos últimos construyendo un palacio- torre que sirvió como defensa en la Rebelión de Las Alpujarras (1499-1501) y la Rebelión de Las Alpujarras (1568-1571). Por disposición de la reina Isabel II es cabeza de partido desde 1839.

## Geografía

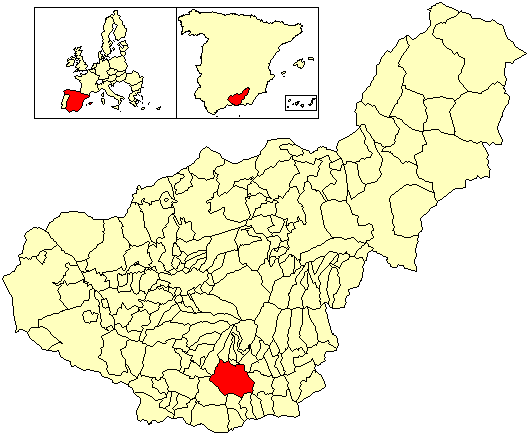
Extensión del municipio en la provincia de Granada

### Situación
Órgiva está situada en el valle del río Guadalfeo, a las faldas de Sierra Nevada y sierra de Lújar, a unos 53 km de la capital provincial.
| Noroeste: Cáñar               | Norte: Carataunas | Nordeste: Pampaneira y La Taha |
| Oeste: Lanjarón y El Pinar    |                   | Este: Torvizcón                |
| Suroeste: Vélez de Benaudalla | Sur: Lújar        | Sureste: Rubite y Polopos      |

### Clima
El clima de Órgiva es una mezcla entre el de Granada y el de Motril. El verano no suele ser muy caluroso, las temperaturas máximas no suelen pasar de los treinta y cinco grados centígrados. El invierno no suele ser muy frío, y en muy pocas ocasiones las temperaturas mínimas bajan de los cero grados. En algunos casos las máximas pueden sobrepasar los veinte grados.

## Demografía
Órgiva cuenta con una población de 5674 habitantes (INE 2024).

### Evolución de la población
| Gráfica de evolución demográfica de Órgiva entre 1842 y 2021 |
| |
| Población de derecho según los censos de población del INE Población de hecho según los censos de población del INEEn 1930 crece el término del municipio porque incorpora a Bayacas En 1973 crece el término del municipio porque incorpora a Alcázar y Fregenite |

| Nacionalidad | Hombres | Mujeres | Total | %      | Proporción |
| ------------ | ------- | ------- | ----- | ------ | ---------- |
| Española     | 2118    | 2126    | 4244  | 73.2 % |            |
| Extranjera   | 772     | 775     | 1547  | 26.7 % |            |

## Administración y política
Los resultados en Órgiva de las últimas elecciones municipales, celebradas en mayo de 2023, son:
| Elecciones Municipales - Órgiva (2023) | Elecciones Municipales - Órgiva (2023)    | Elecciones Municipales - Órgiva (2023) | Elecciones Municipales - Órgiva (2023) | Elecciones Municipales - Órgiva (2023) |
| Partido político                       | Partido político                          | Votos                                  | Votos                                  | Concejales                             |
| -------------------------------------- | ----------------------------------------- | -------------------------------------- | -------------------------------------- | -------------------------------------- |
|                                        | Partido Socialista Obrero Español (PSOE)  | 839                                    | 33.76 %                                | 5                                      |
|                                        | Partido Popular (PP)                      | 602                                    | 24.22 %                                | 3                                      |
|                                        | Unión de Ciudadanos Independientes (UCIN) | 454                                    | 18.26 %                                | 3                                      |
|                                        | Vox (VOX)                                 | 175                                    | 7.04 %                                 | 1                                      |
|                                        | P'alante Órgiva (P'ALANTE ÓRGIVA)         | 166                                    | 6.68 %                                 | 1                                      |

## Servicios públicos

### Educación
El equipamiento educativo de Órgiva está compuesto por el instituto IES Alpujarra, el más importante de toda la comarca y un colegio de primaria CEIP San José de Calasanz. También hay una guardería. Además cuenta con módulos de turismo, electricidad y de administración.
Otros centros de educación a destacar son la Escuela pública tradicional, la Escuela Montessori de educación infantil, la Escuela Waldorf, la Escuela Libre de Beneficio, y el Centro de autismo de Cerro Negro.

## Cultura

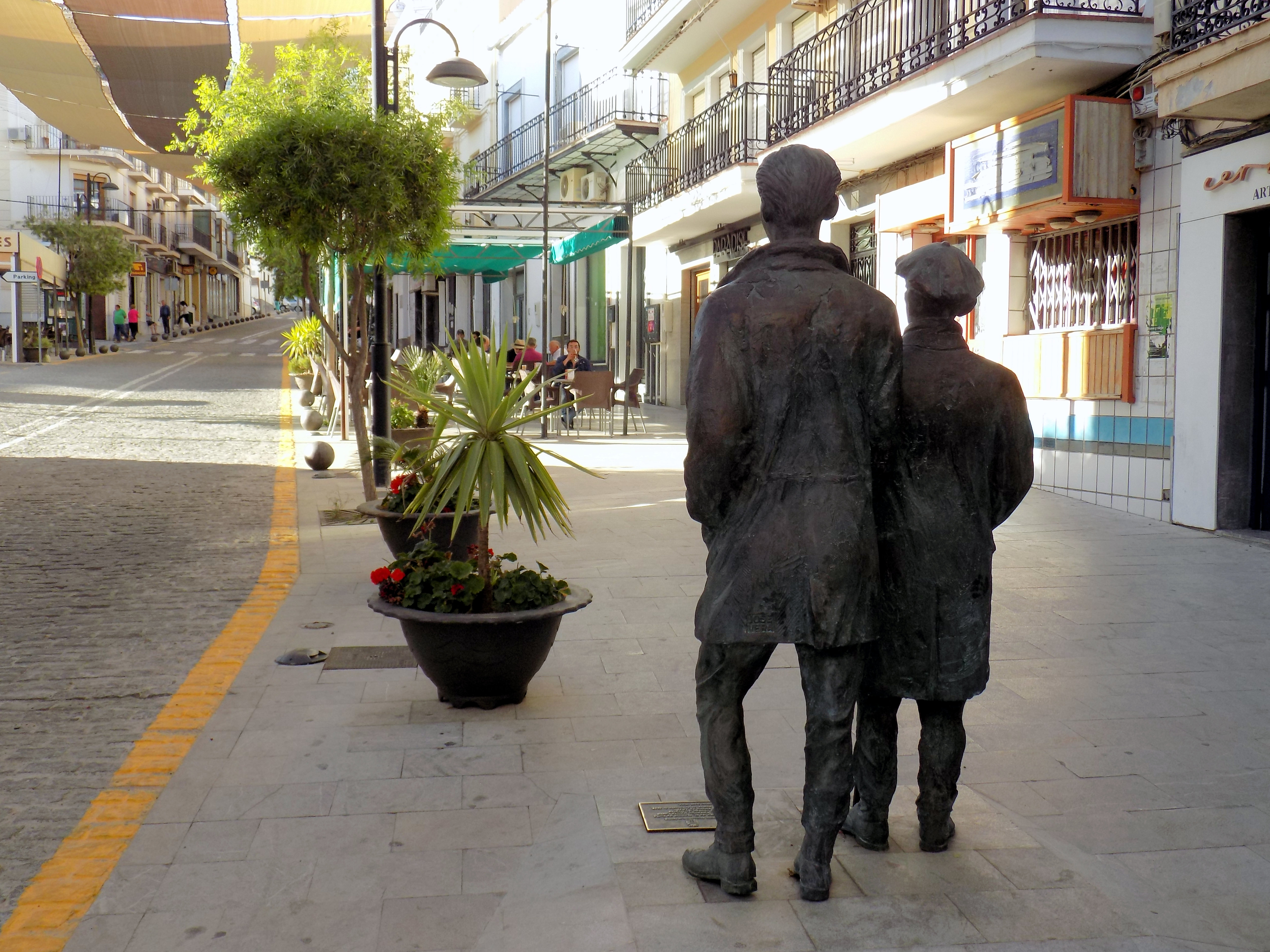
Estatua de Lorca y Falla, en la plaza García Moreno de Órgiva

- En 1985 se celebró en Órgiva el Festival de Música Tradicional de la Alpujarra.
- La biblioteca pública Hurtado de Mendoza de Órgiva posee una colección de ejemplares de El Quijote en más de 50 idiomas diferentes.[9]
- Anualmente se celebra durante la Semana Santa una feria de muestras de productos hechos en La Alpujarra.[10]

### Fiesta del Dragón

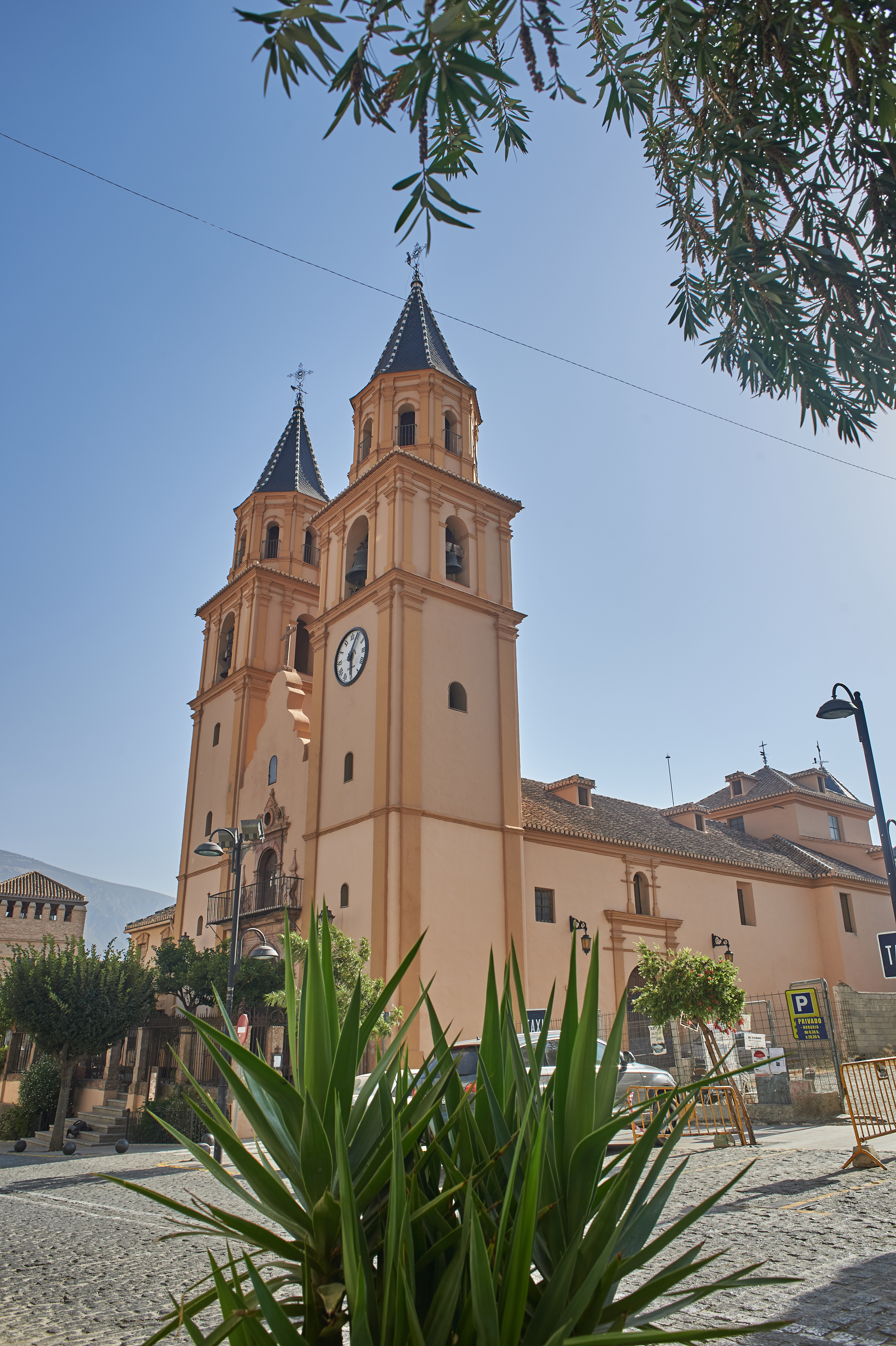
Vista de la Iglesia de la Expectación

En esta localidad existe una importante comunidad hippie, formada en su mayoría por británicos, alemanes, holandeses, suecos, franceses y otros europeos que residen en Órgiva durante todo el año, pero incluyendo también un importante contingente de españoles. Esta comunidad acostumbraba a celebrar todas las primaveras, desde 1997, la Fiesta del Dragón, a la que llegaron a asistir 10 000 personas, pero en 2003 el ayuntamiento del pueblo decretó su prohibición por las molestias que causaba a los vecinos de la localidad. Sin embargo, siguió celebrándose en el paraje de Los Cigarrones, a pesar de no estar autorizada. Durante las lluvias de invierno de 2010 el río Guadalfeo a su paso por Los Cigarrones desbordó su caudal y la fiesta fue trasladada, debido a la imposibilidad de realizarla ante los desperfectos.

### Patrimonio

#### Parroquia de Nuestra Señora de la Expectación
Sin embargo el Cristo de la Expiración requiere atención aparte. La obra es de 1599, y se atribuye a la escuela de Juan Martínez Montañés, aunque fue tallada en Granada por artistas desconocidos.
Dicen los antepasados que el cementerio estaba junto a la iglesia de Órgiva, que lo quitaron de allí y agrandaron la iglesia y también cuenta la tradición que la talla del Cristo de la Expiración la intentaron robar los habitantes del pueblo vecino de Lanjarón, y cuando intentaron cruzar el puente sobre el conocido Río Chico, se hizo tan pesado que lo tuvieron que devolver a su lugar en la parroquia.

#### Barrio Alto

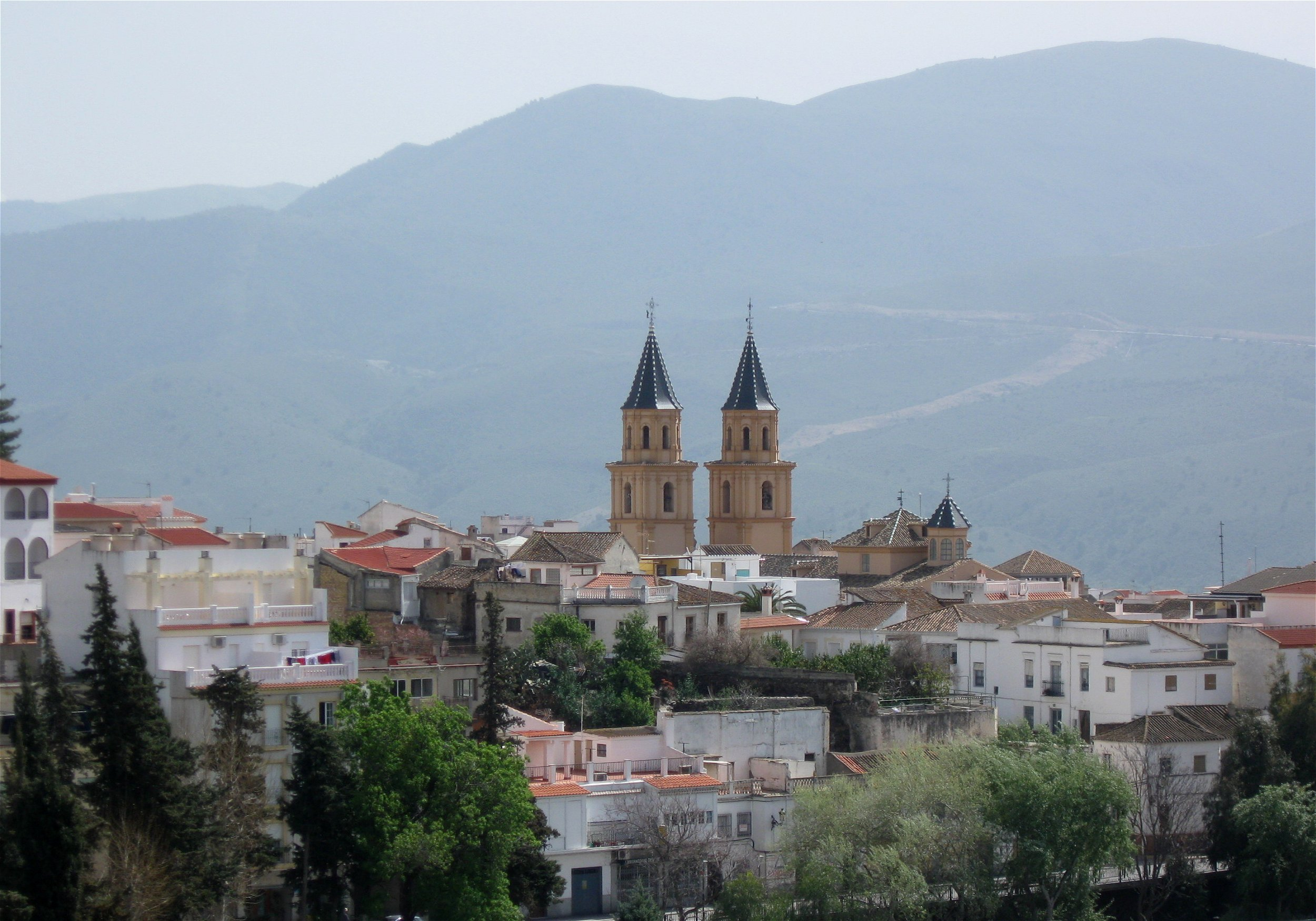
Vista de Órgiva

Típico de la Alpujarra, con pequeños tinaos y empinadas calles, que conducen hasta la ermita de San Sebastián. Este barrio es de una singularidad extraordinaria y se levanta en la parte más alta del municipio de Órgiva.

#### Plaza de la Alpujarra
Construida en 2004 se encuentra situada en el centro de la localidad. Cabe destacar que esta plaza tiene dos tinaos de unos 10 m de largo, en los que se representa mediante la pintura, un pequeño cuadro en las columnas de los tinaos con una foto de cada pueblo de la Alpujarra.
En ella se localiza la Oficina de Turismo del municipio orgiveño.

#### Molino de Benizalte
El Molino de Benizalte, es un gran caserón situado a las afueras de Órgiva, al otro lado de río Chico. Antiguamente su función era moler la aceituna. Fue construido en el siglo XVI. En uno de los lados se colocó una hornacina con la Virgen de las Nieves, y en otros tiempos fue una imagen muy venerada.
En 2009 el molino estaba siendo restaurado.

#### Casa palacio de los Condes de Sástago

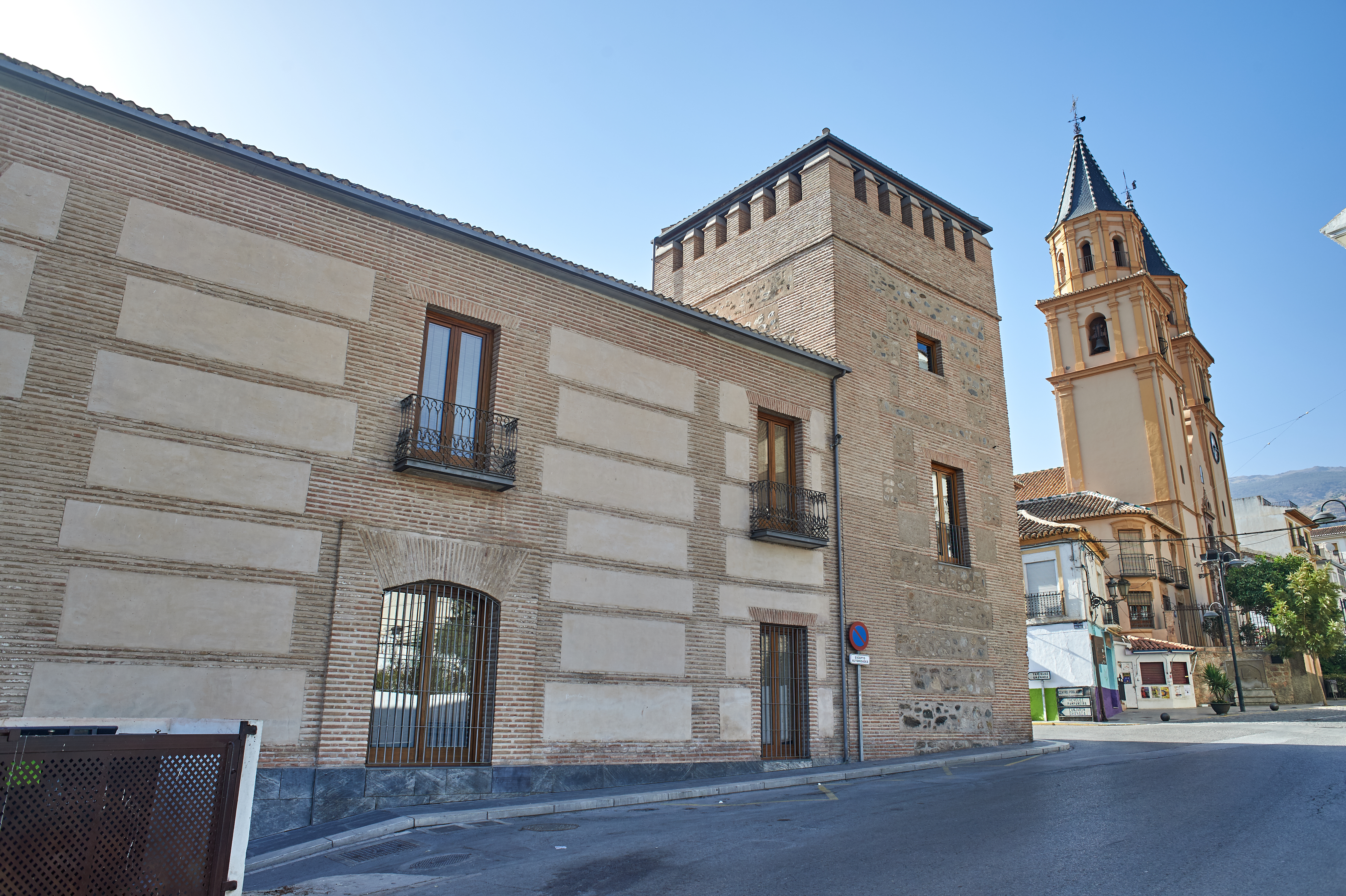
La Casa-Palacio de los condes de Sástago, en Órgiva

Este histórico edificio, situado en la avenida de González Robles, perteneció al Condado de Sástago a partir del siglo XVI.
Actualmente es la sede del Ayuntamiento de Órgiva.

#### Sala Cervantina Agustín Martín Zaragoza
En la Biblioteca Pública municipal Hurtado de Mendoza se encuentra el Aula Cervantina Agustín Martín Zaragoza en la que hay una magnífica colección de Quijotes, que se ha ido formando desde la donación del primer ejemplar, en 1967, por el entonces Príncipe de Asturias, Juan Carlos I, que lo dedicó y firmó siendo ya rey en 1994, en su visita a esta ciudad.
A partir de este primer Quijote, Agustín Martín Zaragoza, el entonces bibliotecario, con gran entusiasmo y empeño consiguió esta valiosa colección, que se sigue enriqueciendo cada año.
Entre las ediciones raras pueden contarse la que en 1869 hicieron en Dinamarca, en lengua danesa o en esperanto en 1977 titulada La inĝenia hidalgo don Quijote de la Mancha. De 1892 hay una en papel de hilo, en rama. Está impresa en letra bastarda española, publicado en Barcelona en la imprenta particular de C. Gorhs.
Una de las más curiosas y divertidas, es la que escribió entre castigo y chanza, en latín macarrónico, Ignacio Calvo, titulada Historia Domini Quijote Mancheguí.
Las hay en las lenguas coficiciales españolas: euskera, catalán y gallego. Se añaden además las que en caracteres no latinos se han producido en hebreo, ruso, serbio, griego, árabe, chino, japonés y hasta en coreano.
Hay ediciones en la que destacan por su belleza las ilustraciones, como las de Gustavo Doré o la de Enrique Herreros, que ilustró el Quijote en tres ocasiones y tres formas distintas. Hay ediciones antiguas y valiosas, como la edición de 1732 de Argamasilla de Alba, de la que se conserva en un facsímil, o la que hizo la Real Academia Española en 1917, con planchas de Juan de la Cuesta.

### Fiestas y eventos

#### Día del Santísimo Cristo de la Expiración
La fiesta del Cristo de la Expiración se celebra el viernes anterior al Viernes de Dolores. Es una fiesta religiosa muy popular en este pueblo.
La procesión del Cristo de la Expiración duraba antiguamente desde las seis de la tarde hasta las seis de la mañana del día siguiente. A partir de un accidente que hubo con la quema de fuegos artificiales esta duración de la procesión se redujo, pero aún sigue siendo muy prolongada en el tiempo. Todos los años viene una escuadra de gastadores y la banda de tambores y trompetas de la Legión. Otro atractivo de la fiesta es que en todo el recorrido se disparan montones de cohetes y ruedas de castillos artificiales, sobre todo a la salida y entrada este disparar cohetes y tracas llega al culmen, cubriendo toda la plaza y tejados de humo y cohetes.

#### Reales Ferias y Fiestas de Órgiva
Es la principal festividad del municipio. Se celebra todos los años el último fin de semana de septiembre o el primero de octubre.
En un principio se celebraban el día 7 de octubre con motivo de la Virgen del Rosario aunque después la pasaron al día de San Miguel, 28-30 de septiembre y 1 de octubre y desde entonces se celebra la feria de ganado. Cabe destacar además de la feria de ganado, el Concurso Internacional de Migas, en el que participa la mayoría de habitantes del pueblo.

#### Feria de Turismo, Artesanía y Alimentación Hecho en la Alpujarra
Esta feria se celebra cada año en los días de Semana Santa, abarcando desde el Jueves Santo hasta el Domingo de Pascua. Este último día solo está abierta por la mañana y se dedica ese tiempo, más a ver los resultados obtenidos en la misma. Se celebra en el pabellón polideportivo en Río Chico, cerca del puente, y tiene gran importancia en la economía del pueblo y de toda la comarca, ya que participan todos los talleres de artesanía de la zona además del comercio y la pequeña industria de la Alpujarra.
Radio Órgiva se encarga de ir retransmitiendo los diferentes acontecimientos de la feria. La participación de los comercios y la industria es elevada debido a la propaganda que pueden hacer de sus artículos y las ventas que durante estos días realizan. Todo el mundo está invitado a participar y degustar el jamón de la Alpujarra y también los múltiples quesos.

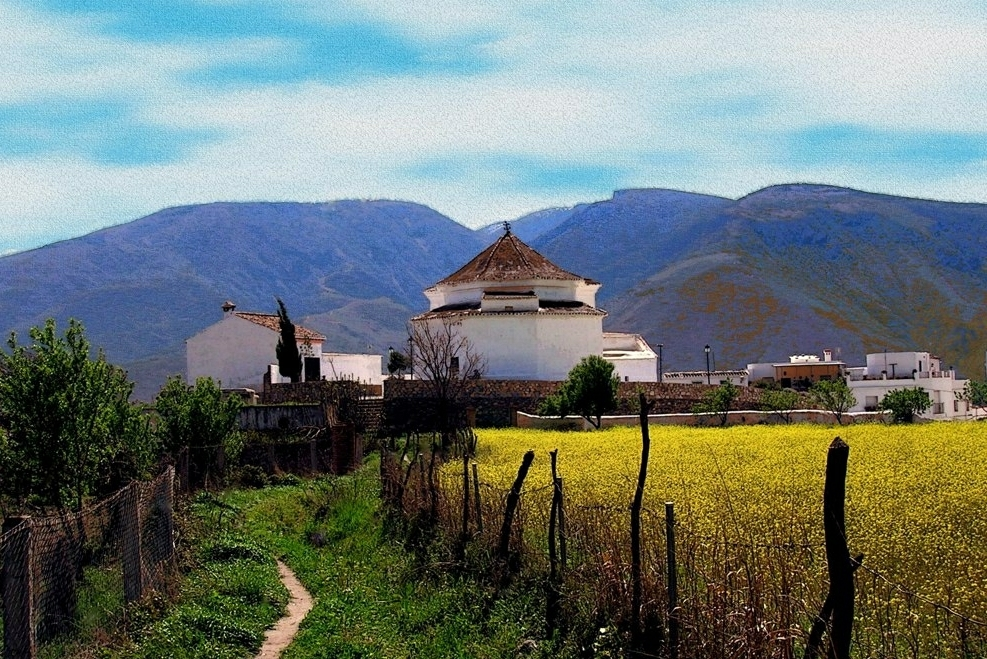
La ermita de San Sebastián, en Órgiva

#### San Sebastián
San Sebastián es el patrón de Órgiva. Su festividad se celebra el 20 de enero.